# Roccaforzata
Roccaforzata es una comune italiana de la provincia de Taranto, en Puglia. Tiene una población estimada, a fines de agosto de 2021, de 1.795 habitantes.

## Geografía física
Está ubicado sobre una colina de 145 metros de altura, la más alta de la sierra de Sant'Elia.
El núcleo histórico del municipio se encuentra al borde del precipicio. Las casas están ubicadas en una posición inclinada en el lado este de la sierra de Sant'Elia.

## Evolución demográfica
| Gráfica de evolución demográfica de Roccaforzata entre 1861 y 2021 |
|                                                                    |
| Fuente ISTAT - elaboración gráfica de Wikipedia                    |